# Лапидус, Марк
Марк Лапидус (эст. Mark Lapidus, 28 ноября, 1995, Таллин) — эстонский шахматист, чемпион Эстонии по шахматам (2012).

## Биография
Шахматы начал играть в возрасте 8 лет и через два года стал сильнейшем шахматистом Эстонии в своей возрастной группе. Двукратный победитель юниорского первенства Эстонии по шахматам (2009, 2011). С 2004 года участвовал в юношеских чемпионатах Европы в разных возрастных группах. Выполнил норму международного мастера на юниорском чемпионате мира в 2012 году.
В чемпионатах Эстонии по шахматам завоевал золотую медаль (2012).
Представлял сборную Эстонию на шахматных олимпиадах (2012).